# Водоспоживання
Водоспожива́ння (рос. водопотребление, англ. water consumption, water use, нім. Wasserverbrauch m) — використання води підприємствами та населенням для технічних і господарсько-побутових цілей.

## Обсяг індивідуального водоспоживання
Гірництво
Наприклад, у гірництві основні джерела, що забезпечують В. для техн. цілей — шахтні і кар'єрні води, зливи хвостосховищ і відстійних ставків (оборотна вода), а також поверхневі води (річки, озера, водосховища тощо).
Нафтогазовий комплекс
Значним споживачем води виступає нафтогазовий комплекс. Згідно з укрупненими показниками на одну тонну видобутої нафти треба витратити 3,6 т свіжої води. При цьому 3,2 т втрачається безповоротно, 0,4 т скидається у водойми у вигляді стічних вод.

## Норми водоспоживання
Відповідно до статті 7 Закону України від 24.06.2004 № 1875-IV «Про житлово-комунальні послуги», для нарахування плати за спожиті послуги з централізованого водопостачання холодної, гарячої води і водовідведення у разі відсутності приладів обліку (лічильників) застосовуються норми, затверджені органами місцевого самоврядування. 
Ці норми встановлюються відповідно до Методики визначення нормативів питного водопостачання населення, затвердженої наказом Держжитлокомунгоспу України від 27.09.2005 № 148, з урахуванням ступеню благоустрою житла, впливу кліматичних і екологічних факторів, забезпеченості населеного пункту водними ресурсами тощо.
Згідно з вимогами ДБН В.2.5-74:2013 «Водопостачання. Зовнішні мережі та споруди. Основні положення проектування», залежно від ступеня благоустрою та кліматичних умов питома середньодобова норма питного водоспоживання може коливатися від 100 до 285 літрів добу на одного жителя.